# Солвичегодск
Солвичегодск (на руски: Сольвычегодск) е град в Русия, разположен в Котласки район, Архангелска област. Населението на града към 1 януари 2018 година е 2032 души.